# Alois Heldmann
Alois Heldmann (ou Heldman) est un as allemand de la Première Guerre mondiale né le 2 décembre 1895 à Grevenbruch (village aujourd'hui intégré à Lennestadt) et mort le 1er novembre 1983 dans la même commune.

## Biographie
Alois Heldmann naît le 2 décembre 1895 à Grevenbrück, un village de l'actuelle commune de Lennestadt. Il étudie l'ingénierie avant de s'engager dans l'armée impériale allemande le 3 janvier 1915. En tant que fantassin, il combat sur le front de l'Est. Il reste cependant peu de temps dans cette branche puisqu'il est rapidement transféré dans le service aérien de l'armée allemande et est affecté au Feldflieger Abteilung 57 (FFA 57) en août 1915, avant de passer plus tard au FFA 59. Avec ces deux unités de biplaces, il sert sur les fronts serbes, monténégrins et bulgares.
Alois Heldmann intègre la Jagdstaffel 10 (ou Jasta 10, une escadrille récemment mise sur pied) en novembre 1916 et passe ainsi de l'aviation de reconnaissance à l'aviation de chasse, sur le front de l'Ouest cette fois. Il ne remporte cependant pas de victoire avant le 22 juillet 1917, lorsqu'il est crédité d'une victoire aérienne pour avoir abattu un Royal Aircraft Factory R.E.8 au-dessus de Deûlémont. Les 2 et 10 mai précédents, Heldmann avait revendiqué deux victoires contre des Sopwith Triplan mais aucune de ces revendications n'avaient été officialisées. Une deuxième victoire suit rapidement, le 29 juillet, contre un SPAD S.VII britannique du No. 23 Squadron au-dessus du secteur de Hooge-Westhoek, près d'Ypres,.
La Jasta 10 est intégrée en novembre 1917 à la Jagdgeschwader I, la nouvelle escadre qui rassemble les Jasta 4, 6, 10 et 11 sous les ordres de Manfred von Richthofen. Surnommée le « cirque volant » en raison des couleurs vives des appareils de ses différentes escadrilles et de la façon dont elle est transportée en train le long du front comme un cirque le serait de ville en ville, cette escadre a vocation à être employée sur tous les points chauds du front de l'Ouest, plutôt qu'à soutenir une grande unité précise. En conséquence, les occasions de combats pour Alois Heldmann se multiplient à partir de cette période. Il remporte sa troisième victoire aérienne le 29 novembre 1917, puis sa quatrième le 8 mars 1918. Heldmann franchit le seuil des cinq victoires le 4 mai 1918 en abattant un Royal Aircraft Factory S.E.5a et devient donc un as de l'aviation. À partir de là, il remportera entre une et trois victoires par mois pendant le reste de la guerre, jusqu'à la quinzième et dernière, le 6 novembre 1918. En tant que pilote expérimenté, Alois Heldmann assure à deux reprises le commandement par intérim de son escadrille en 1918 : du 19 juin au 6 juillet et du 10 août au 14 août. Il est décoré au cours de la guerre de la croix de fer et de l'Ordre de Hohenzollern, et promu au rang de Leutnant.
Après la fin de la Première Guerre mondiale, Alois Heldmann revient à la vie civile et poursuit une carrière dans l'ingénierie mécanique. Il intègre cependant la nouvelle Luftwaffe dès octobre 1933, alors que son existence est encore maintenue secrète par le nouveau régime nazi, qui ne l'annoncera publiquement que deux ans plus tard. Heldmann obtient un grade équivalent à celui de colonel et va rester dans la Luftwaffe jusqu'à la fin de la Seconde Guerre mondiale. Il va notamment occuper un poste d'inspecteur dans une école de pilotage. À la fin de la guerre, il est capturé par les forces alliées et reste prisonnier de guerre jusqu'en 1946, où il revient une deuxième fois à la vie civile. Alois Heldmann meurt dans son village natal de Grevenbruch, sur la commune de Lennestadt en RFA, le 1er novembre 1983, à l'âge de 87 ans.